# Нузуп-мингбаши
Нузуп-мингбаши (чагат. يوسف منغباشي‎, кирг. Нүзүп миңбашы), также Юсуф-мингбаши (кирг. Жусуп миңбашы; 1794, Аксыйский район – 1844, Коканд) — кокандский государственный, политический и военный деятель, подчинивший Ташкент и Южный Казахстан.

## Биография
Нузуп родился в 1794 году в селе Афлатун Джалал-Абадской области Аксыйского района. Отец Нузупа Эсенбай был даткой в Кокандском ханстве, он был уважаемым и влиятельным человеком. Деда и прадеда Нузупа-мингбаши звали Эшбото и Кожомкул. Они происходили из рода Кырк-огул (кирг. Кырк уул) племени Саруу.
Юсуф Мингбаши был шурином Шерали-хана По данным Наливкина, Нузуп привёз Шерали-хана из Таласа в Коканд, где он был назначен на должность мингбаши. В источниках известен как «Юсуф-мингбаши» или «Юсуф киргиз мингбаши».

## Политическая карьера

### Должность Мингбаши
Мингбаши (или минбаши) – высшее звание в Кокандском ханстве, второе лицо после хана. Представитель узбекской династии минг Шерали был приглашен кокандской знатью занять кокандский престол в 1842 году и был совершен обряд восхождения на престол. За его поддержку Шерали назначает Нузупа на должность мингбаши и предводителем войск. Хан первым делом старался укрепить своё положение и вскоре утверждается новая администрация. Местные феодалы и киргизские родоправители получают ярлыки – грамоты, определявшие власть.

### Изгнание бухарцев из Ферганы
В весной 1842 года бухарский эмир Насрулла со своим войском вторгся в Ферганскую долину, осадил и захватил Коканд. После чего бухарцы грабили город в течение 4 часов, Мадали-хан был казнён вместе со своими близкими. Эмир оставил в Коканде своим наместником узбека из рода мангытов Ибрагима Хаял-парваначи. Целое государство было превращено в бухарскую провинцию. Наместник сразу же обложил население новыми налогами, бухарцы бесчинствовали и разоряли население. Это вызывало недовольство ферганцев.
Этими событиями воспользовались киргиз-кыпчакские феодалы, использовав ситуацию всеобщего недовольства бухарцами, они решили возвести именно своего ставленника и пригласили с Таласа Шерали-хана, считая, что он станет послушной марионеткой. В мае в Талас выехал Нузуп, в своё время он был мингбаши при Мадали-хане, но затем поставлен хакимом Маргилана. Теперь Нузуп решил вернуть своё прежнее влияние и положение при ханском дворе, способствовав возвышению Шерали. В июне Шерали попал в Фергану, вместе с ним пришли отряды таласских киргизов под руководством Сеид-Али-беком и другими киргизскими военачальниками.
В районе Кара-Суу стали стекаться киргиз-кыпчакские отряды. С соблюдением всех традиционных обрядов, 50-летнего Шерали подняли на белом войлоке и провозгласили ханом возле мазара Сафид-Булан. Отсюда киргиз-кыпчакское войско во главе с Шерали-ханом идёт в наступление на Коканд, захватывая по пути крепости, селения и города. Наместник Бухары бежит из Коканда, а войско Шерали вступает в город, а киргиз-кыпчакские сподвижники становятся ближайшими сановниками и советниками хана. Нузуп снова становится мингбаши.

## Подчинение Ташкента и Южного Казахстана

### Разгром кураминцев
Когда попытки вернуть Ташкент Кокандскому ханству дипломатией оказались тщетными, туда отправили войско из кыпчаков, тюрков и сартов под руководством Нузуп-мингбаши и Малла-бека.
Войско пройдя через Кендыр-диван, в местности Уйшун и Кереучи, штурмом взяло и разорило крепость Бука, где вместе с родом тама укрывались 1000 сторонников бухарского эмира, которые позже бежали в Ташкент.

### Разгром казахо-ташкентского войска
В Ташкент послали лазутчиков с целью выяснить позицию городской верхушки города. Ночью городская верхушка Ташкента отправила посланника с ответным посланием о готовности поддержать ферганцев, чтобы «устранить... степняков-казахов». Получив это известие, кокандцы вышли к Той-апе и остановились в Кавардане. Аталык Ташкента, полагался на казахское племя санчкылы, с войском Ташкента и казахов перешёл реку Салар. Кокандцев и казахов отделяла река Чирчик.
На утро, кокандцы форсировали реку и ввязались в бой, выдвинув вперёд стрелков, за которыми находились главные силы, состоявшие из кавалерии. Казахское войско бежало, не устояв перед огнём стрелков. Атака кокандской конницы обратило в бегство ташкентское войско. Ташкент был взят, через несколько часов кокандцы нашли укрывшегося в арке Ташкента аталыка. Победители утвердили городскую знать, аксакалов селений, биев кочевников. После месячного отдыха кокандское войско вернулось в Фергану.

## Смерть
Когда независимость Кокандского ханства была восстановлена и ушла угроза со стороны Бухарского эмирата, в Коканде возникла напряжённая ситуация в связи с претензией кочевников на руководящие роли. В 1842-1843 годах отчётливо обозначилось «неустойчивое равновесие» трёх партий:
1. киргизы и часть ханских родственников во главе с Юсуф-мингбаши[11];
2. кыпчаки во главе с Мусульманкулом;
3. оседлые жители во главе с таджиком[12] Шади[11].

Борьба с кипчаками привела к тому, что Юсуф-бек Мингбаши добился подписания Шерали-ханом документа, дающего ему право расправиться с недовольными кипчаками. И только посредничество Шади-бика предотвратило столкновение.
Юсуф мингбаши был казнён в августе или сентябре 1843 года. По другим данным он был казнён по инициативе Шады бека в 1844 году.

## Нузуп в искусстве
- Известный киргизский писатель Тологон Касымбеков в 1971 году издал исторический роман «Сломанный меч», в котором Нузуп был одним из главных героев.

Нузуп-мингбаши упоминался во многих источниках кокандской историографии, в основном, в положительном лице.
- Ансаб ас-Салатин ва Таварих ал-Хавакин
- Анджум ат-Таварих
- Мукаммал-и Та'рих-и Фаргана
- Та'рих-и Джадида-йи Ташканд
- Тухфат ат-Таварих-и Хани
- Та'рих-и Фаргана
- Фаргана Ханлари Тарихи